# Zombrus bicolor
Zombrus bicolor är en stekelart som först beskrevs av Günther Enderlein 1912.  Zombrus bicolor ingår i släktet Zombrus och familjen bracksteklar. Inga underarter finns listade i Catalogue of Life.